# 弗洛雷蒙
弗洛雷蒙（法語：Florémont，法語發音：[flɔʁemɔ̃] ⓘ）是法国大東部大區孚日省的一个市镇，属于埃皮纳勒区。

## 地理
弗洛雷蒙（48°22'0"N, 6°15'17"E）面积8.09 平方千米，位于法国大東部大區孚日省，该省份为法国东北部内陆省份，北起默兹省和默尔特-摩泽尔省，西接上马恩省，南至上索恩省和贝尔福地区省，东临上莱茵省和下莱茵省。
与弗洛雷蒙接壤的市镇（或旧市镇、城区）包括：吕涅、萨维尼、索库尔、阿夫兰维尔、布朗蒂尼、沙尔姆。

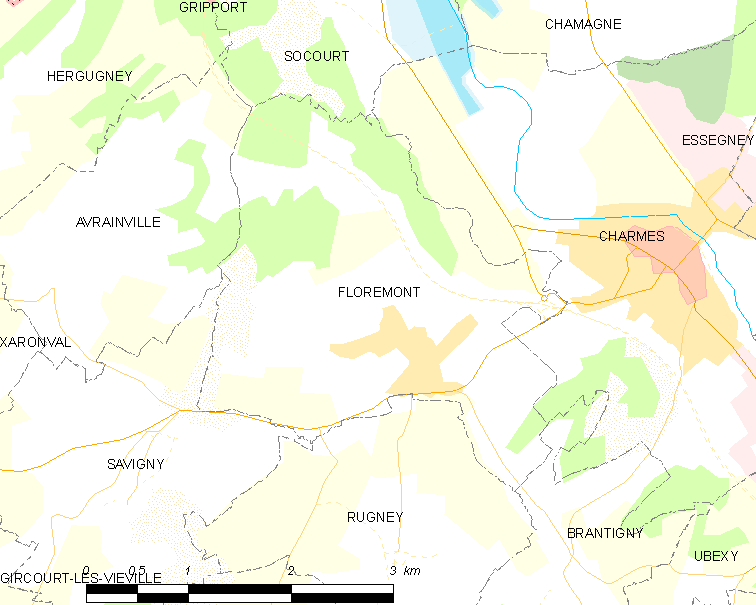
弗洛雷蒙的OSM定位图

弗洛雷蒙的时区为UTC+01:00、UTC+02:00（夏令时）。

## 行政
弗洛雷蒙的邮政编码为88130，INSEE市镇编码为88173。

## 政治
弗洛雷蒙所属的省级选区为沙尔姆县。

## 人口

1962-2008年间弗洛雷蒙人口变化图示

弗洛雷蒙于2022年1月1日时的人口数量为473人。